# Paectes semicircularis
Paectes semicircularis là một loài bướm đêm trong họ Noctuidae.